# Otto Schultz-Brauns
Otto Adalbert Walter Schultz-Brauns (* 23. März 1896 in Casablanca, Marokko; † 1. Dezember 1963) war ein deutscher Mediziner und SS-Sturmbannführer.

## Leben
Otto Schultz-Brauns war der Sohn eines Exportkaufmanns und kehrte nach dessen Tod mit seiner Mutter nach Bremen zurück. Ab 1902 besuchte er die Schule in Bremen und absolvierte am dortigen Reformrealgymnasium 1914 sein Abitur. Im Ersten Weltkrieg war er Kriegsfreiwilliger und wurde 1917 Leutnant zur See d. R.
Von 1918 bis 1922 absolvierte er ein Studium der Medizin an der Rheinischen Friedrich-Wilhelms Universität zu Bonn und der  Ludwig-Maximilians-Universität zu München. Sein Studium der Medizin beendete er an der Universität Bonn. Ab 1923 war er Assistenzarzt am Pathologisch-Anatomischen Institut in Bonn.
Er heiratete am 10. März 1923 Gertrud Auguste Brauns (* 19. März 1898). Beide hatten zwei Töchter und einen Sohn.
Von 1927 bis 1928 war er Assistenzarzt an der Physiologisch-Chemischen Anstalt in Basel. Danach kehrte er als Assistenzarzt zum Pathologisch-Anatomischen Institut in Bonn zurück, wo er am 1. Mai 1933 beamteter Oberassistent wurde. Auch war er ab 1929 Privatdozent der Medizinischen Fakultät an der Rheinischen Friedrich-Wilhelms Universität zu Bonn.
Er war Mitglied des Stahlhelm (15. Mai 1933 bis 5. Juni 1933) und dessen Nachfolgeorganisation NS-Frontkämpferbund (6. Juni 1933 bis 31. März 1934), bis er am 1. April 1934 in die SA eintrat.
Am 1. Oktober 1934 wurde er Nachfolger von Gustav Ricker als Direktor des Pathologisch-Anatomischen Instituts in Magdeburg.
Er wechselte am 20. Januar 1935 von der SA zur SS mit der Mitgliedsnummer 291.004, wurde dort am 1. September 1943 zum SS-Sturmbannführer der Allgemeinen SS befördert und gehörte zur 21. SS-Standarte in Magdeburg. Er war auch Oberstabsarzt d. R. in der Wehrmacht.
Im Jahr 1935 beantragte die Medizinische Fakultät der Universität Bonn seine Ernennung zum Professor. Ob diese tatsächlich erfolgte, ist unklar.
1937 wurde er auch Mitglied der NSDAP mit der Mitgliedsnummer 4.986.427.
Nach dem Zweiten Weltkrieg wurde er 1946 als Direktor des Pathologisch-Anatomischen Instituts in Magdeburg entlassen.
Im Fach Pathologie verfasste er für das Handbuch der Speziellen Pathologischen Anatomie den Beitrag über die Brustdrüsengeschwülste.

## Militärische Auszeichnungen
- Eisernes Kreuz II. Klasse
- Eisernes Kreuz I. Klasse
- Verwundetenabzeichen
- Marine-Flugzeugbeobachterabzeichen

## Schriften
- Schultz-Brauns, O. (1927). Galle und Infektion. Die Ursache des Trägerzustands bei Typhus. Schweizerische Medizinische Wochenschrift , 57 , 858-9.
- Histo-topochemische Untersuchungen an krankhaft veränderten Organen unter Anwendung der Schnittveraschung. Virchows-Bogen. Weg Anat. 273, 1–50 (1929)
- Schultz-Brauns, O. (1930). Nitrose-Gase-Vergiftungen bei der Reinigung von Kupfer bzw. Kupferlegierungen mit Salpetersäure bzw. salpetersäurehaltige Flüssigkeiten. Sammlung von Vergiftungsfällen, 1 (1), A67-A70.
- Schultz-Brauns, O. Die tödlichen Vergiftungen durch gasförmige Stickoxyde (Nitrose-Gase) beim Arbeiten mit Salpetersäure. Virchows Arch. path Anat. 277, 174–220 (1930)
- Eine Neue Methode des Gefrierschneidens für Histologische Schnelluntersuchungen. Klin Wochenschr 10, 113–116 (1931)
- Schultz-Brauns, O. (1933). Die Geschwülste der Brustdrüse. In: Frankl, O., et al. Weibliche Geschlechtsorgane. Handbuch der Speziellen Pathologischen Anatomie und Histologie, Bd. 2. Springer, Wien
- Schultz-Brauns, O. (1933). Handbuch der Speziellen Pathologischen Anatomie und Histologie.
- Schultz, A., Frankl, O., Kaufmann, K., Meyer, R., Miller, J., Neumann, HO, ... & Schultz-Brauns, O. (1933). Weibliche Geschlechtsorgane: Zweiter Teil Krankheiten der Brustdrüsen und der Gebärmutterbänder.